# The Tortured Poets Department
The Tortured Poets Department —en español: «El departamento de poetas torturados»— también abreviado como TTPD, es el undécimo álbum de estudio de la cantautora estadounidense Taylor Swift, lanzado el 19 de abril de 2024 a través de Republic Records. La versión estándar del álbum incluye dieciséis canciones, mientras que la versión extendida The Anthology —en castellano: «La Antología»— presenta un total de treinta y una canciones, convirtiéndolo en un doble álbum. Además, se lanzaron cuatro ediciones especiales en formato físico, cada una con una pista exclusiva titulada «The Manuscript», «The Bolter», «The Albatross» o «The Black Dog», que corresponden a las quince canciones adicionales de la versión extendida.

## Antecedentes
Swift lanzó su décimo álbum de estudio, Midnights, el 21 de octubre de 2022, con un gran éxito comercial y de crítica, convirtiéndose en el álbum más importante del año.Al año siguiente, lanzó dos álbumes regrabados, Speak Now (Taylor's Version) y 1989 (Taylor's Version), como parte de su proyecto de regrabación. Midnights fue nominado a seis premios Grammy en la 66.ª edición anual de los premios Grammy el 4 de febrero de 2024.
El 4 de febrero, la mañana de los premios Grammy, Taylor Swift adelantó el lanzamiento de un álbum cambiando su foto de perfil en todas las plataformas de redes sociales a una versión en blanco y negro de la portada ya existente de Midnights. Esto llevó a sus fans a especular en línea que se estaba preparando para lanzar la próxima regrabación de su sexto álbum de estudio, Reputation (2017).El sitio web de Swift también parecía haber fallado, reemplazado con el código HTTP 321 inexistente, así como el código de error «hneriergrd», que los fanáticos descifraron como un anagrama que deletrea «red herring». Los fans también analizaron el código fuente de su sitio web y encontraron palabras ocultas en idiomas extranjeros, que luego tradujeron al inglés. Se reveló que las palabras encontradas eran palabras escritas a mano por Swift para el álbum.
Swift asistió a la ceremonia de los Grammy y ganó el premio Grammy a Mejor Álbum de Pop Vocal y Álbum del Año por Midnights. Durante su discurso de aceptación del primero, reveló que su undécimo álbum de estudio se titularía The Tortured Poets Department y anunció su fecha de lanzamiento, el 19 de abril de 2024, que había mantenido en secreto durante casi dos años. Tras el anuncio, la cantante reveló la portada del disco a través de sus redes sociales, convirtiéndose en el anuncio de un álbum y la publicación más rápida en superar el millón de Me gusta en la historia de Instagram.
A través de su tienda oficial, se reveló que el álbum tendría 16 canciones en su edición estándar, y una pista adicional para su edición de lujo denominada «The Manuscript».Y a los pocos días del anuncio, Swift subió a sus redes la lista de canciones completa del álbum. Durante el primer show en Melbourne, Swift anunció otra edición de lujo que incluye una canción titulada «The Bolter». Días después, durante el primer show en Sydney, anunció otra edición de lujo, incluyendo la canción «The Albatross», el 2 de marzo anunció otra nueva edición del álbum, que incluiría la canción «The Black Dog».
El día antes del lanzamiento, Swift anunció que «Fortnight» en colaboración con Post Malone, y la primera canción del álbum sería el sencillo líder de este, revelando la portada, y mostrando un fragmento del video musical de la canción con el instrumental de «Florida!!!» de fondo. Finalmente, el 19 de abril a las 2 de la mañana, reveló una versión doble del álbum llamada The Anthology con 11 canciones completamente nuevas, y las 4 canciones nuevas que venían en las ediciones en físico.

## Recepción crítica
The Tortured Poets Department fue bien recibido en su mayoría por parte de especialistas musicales. En Metacritic, que asigna una puntuación normalizada de 100 a las valoraciones de las publicaciones, el álbum obtuvo una puntuación media ponderada de 76 de acuerdo a 24 reseñas, lo que indica «críticas generalmente favorables».
Helen Brown de The Independent y Dan Cairns de The Times exaltaron la composición musical del álbum, los estilos vocales y las tonalidades líricas. Paul Bridgewater de The Line of Best Fit lo nombró como el proyecto más cohesivo de Swift hasta ese momento, debido a «la sofisticada música y lírica simbólica».
En su crítica para Rolling Stone, Rob Sheffield describió al disco como el mayor «ampliamente ambicioso y gloriosamente caótico» en la carrera de Swift. Similarmente, Chris Willman de Variety lo llamó un proyecto «audaz y transfijo» que combina «inteligencia con catarsis». Alexis Petridis de The Guardian opinó que el álbum se jacta de las letras más «sabias y filosas» de la cantante.
Jason Lipshutz de Billboard indicó que The Tortured Poets Department es un álbum que contiene en sus líricas emociones fuertes y sin filtraciones. Ludovic Hunter-Tilney de Financial Times elogió al álbum y su contenido lírico, valorándolo como un «giro característicamente atractivo» a «un melodrama de humor variable», mientras Kitty Empire de The Observer lo denominó como «el álbum por excelencia de Swift».
En una reseña mixta, Laura Molloy de NME consideró algunas de las letras como «vergonzosas» e indicó que la producción musical no es innovadora, atribuyéndolo a la colaboración frecuente de Swift con Jack Antonoff. De manera parecida, Tom Breihan de Stereogum argumentó que la contribución de Antonoff es poco creativa, con Swift «estancándose en su zona de confort estética». Lindsay Zoladz de The New York Times mencionó que «los grandes poetas saben condensar, o al menos editar», y que a lo largo del álbum «el desorden persiste». La revista Paste evaluó negativamente al disco como «apresurado, vacío e intratable».

### Comentarios y análisis sobre la recepción crítica
Las reseñas de The Tortured Poets Department  generaron cobertura analítica por parte de periodistas. The New York Times opinó que la sobreexposición mediática de Swift entre 2020 y 2024, incluyendo el lanzamiento de ocho álbumes, una extensa gira y una relación sentimental de alto perfil con el atleta Travis Kelce, impactaron sobre la recepción del álbum. De acuerdo a los escritores de dicho periódico, Matt Stevens y Shivani Gonzalez, varios críticos consideraron al álbum como «sobrecargado» y «simplemente no el mejor» en la carrera de la cantante. Daniel Montgomery de Gold Derby comentó que, a pesar del obvio éxito comercial del álbum, en cuanto a la respuesta crítica «nadie puede (ni debe) ser la figura central de la cultura popular para siempre». Semejantemente, AJ Willingham de CNN declaró en un artículo de opinión que «los días de Taylor Swift como barómetro cultural principal pueden estar desvaneciendo».
La misma Swift compartió a través de sus redes sociales algunas reseñas positivas con sus respectivos autores, incluyendo las redactadas en Rolling Stone y The Independent, siendo esto interpretado como una respuesta a la crítica anónima negativa que se publicó en Paste. Laura Harding de The Irish Times escribió que «al parecer Swift está, o enfocándose solamente en las críticas positivas, o respondiendo a las negativas publicando únicamente los elogios que ha recibido». Sumnima Kandangwa de South China Morning Post expuso su punto de vista sobre cómo los Swifties pueden ser «un tanto enérgicos cuando se trata de proteger a su artista favorita», causando que algunos medios como Paste oculten los nombres de sus escritores para evitar ataques directos hacia su persona.
La columnista Jessica Karl externó en Bloomberg que aunque diversas reseñas estaban «bien argumentadas», otras se percibían «prescritas» y «chifladas» debido a encontrarlas ya publicadas a tan solo horas después del lanzamiento del álbum, criticando severamente tanto a la reseña de Paste por sus comentarios poco profesionales y malintencionados hacia Swift, como a la reseña de cinco estrellas de Rolling Stone por llamar al disco «un clásico» en un lapso de tiempo menor al día de estreno. De la misma manera, juzgó a los artículos publicados en portales «prestigiosos» como The Atlantic, Time y The Philadelphia Inquirer por proveer «prensa rosa» al público y a los fanáticos de la intérprete en lugar de enfocarse seriamente como periodistas.

## Rendimiento comercial
El 18 de abril de 2024, un día antes del estreno del álbum, Spotify anunció que The Tortured Poets Department rompió récord del álbum con más pre-save en la historia de la plataforma. Después se anunció que el álbum se convirtió en el álbum con más reproducciones en su primer día y durante 12 horas de disponibilidad. El álbum se convirtió en el primero de la historia de Spotify en superar las 200 millones y 300 millones de reproducciones en su día de lanzamiento, además de romper el récord del álbum más reproducido en su primer día, anteriormente encabezado por el propio Midnights (2022) de Swift. The Tortured Poets Department también se convirtió en el álbum con más reproducciones en Amazon Music, con solamente 12 horas de haberse estrenado. Target confirmó que el álbum ha tenido la mayor cantidad de pre pedidos «en la historia».
El álbum obtuvo 1,76 billones de reproducciones en todo el mundo en su primera semana, lo que marcó un nuevo récord. En Estados Unidos las cifras semanales ascendieron a 891,34 millones de reproducciones bajo demanda, que sumado a los 1,914 millones de álbumes físicos vendidos lo hicieron debutar en la primera posición del Billboard 200 con 2,61 millones de unidades equivalentes a álbumes, consiguiendo así el segundo mayor debut en Estados Unidos de la historia. The Tortured Poets Department ocupó la primera posición del Billboard 200 durante 17 semanas no consecutivas, el mayor número de entre todos los álbumes de Taylor. En la lista Billboard Hot 100, Swift repitió el hito de ocupar simultáneamente las diez primeras posiciones, como ya lo había hecho con su décimo álbum de estudio Midnights (2022). Además, con canciones de The Tortured Poets Department, logró extender su dominio hasta las primeras catorce posiciones del listado, estableciendo un nuevo récord.

## Lista de canciones
| The Tortured Poets Department - Edición estándar |                                           |                                        |                  |          |  |
| N.º                                              | Título                                    | Escritor(es)                           | Productor(es)    | Duración |  |
| 1.                                               | «Fortnight» (con Post Malone)             | Taylor Swift Jack Antonoff Austin Post | Antonoff         | 3:48     |  |
| 2.                                               | «The Tortured Poets Department»           | Swift Antonoff                         | Antonoff         | 4:53     |  |
| 3.                                               | «My Boy Only Breaks His Favorite Toys»    | Swift                                  | Antonoff         | 3:23     |  |
| 4.                                               | «Down Bad»                                | Swift Antonoff                         | Antonoff         | 4:21     |  |
| 5.                                               | «So Long, London»                         | Swift Aaron Dessner                    | Dessner          | 4:22     |  |
| 6.                                               | «But Daddy I Love Him»                    | Swift Dessner                          | Antonoff Dessner | 5:40     |  |
| 7.                                               | «Fresh Out the Slammer»                   | Swift Antonoff                         | Antonoff         | 3:30     |  |
| 8.                                               | «Florida!!!» (con Florence + The Machine) | Swift Florence Welch                   | Swift Antonoff   | 3:35     |  |
| 9.                                               | «Guilty as Sin?»                          | Swift Antonoff                         | Swift Antonoff   | 4:14     |  |
| 10.                                              | «Who’s Afraid Of Little Old Me?»          | Swift                                  | Antonoff         | 5:34     |  |
| 11.                                              | «I Can Fix Him (No Really I Can)»         | Swift Antonoff                         | Antonoff         | 2:36     |  |
| 12.                                              | «loml»                                    | Swift Dessner                          | Dessner          | 4:37     |  |
| 13.                                              | «I Can Do It With A Broken Heart»         | Swift Antonoff                         | Antonoff         | 3:38     |  |
| 14.                                              | «The Smallest Man Who Ever Lived»         | Swift Dessner                          | Dessner          | 4:05     |  |
| 15.                                              | «The Alchemy»                             | Swift Antonoff                         | Antonoff         | 3:16     |  |
| 16.                                              | «Clara Bow»                               | Swift Dessner                          | Dessner          | 3:36     |  |

| The Tortured Poets Departament – The Manuscript Edition |                  |              |               |          |  |
| N.º                                                     | Título           | Escritor(es) | Productor     | Duración |  |
| 17.                                                     | «The Manuscript» | Swift        | Swift Dessner | 3:44     |  |

| The Tortured Poets Departament – The Bolter Edition |              |               |               |          |  |
| N.º                                                 | Título       | Escritor(es)  | Productor     | Duración |  |
| 17.                                                 | «The Bolter» | Swift Dessner | Swift Dessner | 3:58     |  |

| The Tortured Poets Departament – The Albatross Edition |                 |               |               |          |  |
| N.º                                                    | Título          | Escritor(es)  | Productor     | Duración |  |
| 17.                                                    | «The Albatross» | Swift Dessner | Swift Dessner | 3:03     |  |

| The Tortured Poets Departament – The Black Dog Edition |                 |              |                |          |  |
| N.º                                                    | Título          | Escritor(es) | Productor      | Duración |  |
| 17.                                                    | «The Black Dog» | Swift        | Swift Antonoff | 3:58     |  |

| The Tortured Poets Departament – The Anthology Edition |                                    |                |                |          |  |
| N.º                                                    | Título                             | Escritor(es)   | Productor      | Duración |  |
| 17.                                                    | «The Black Dog»                    | Swift          | Swift Antonoff | 3:58     |  |
| 18.                                                    | «Imgonnagetyouback»                | Swift Antonoff | Swift Antonoff | 3:42     |  |
| 19.                                                    | «The Albatross»                    | Swift Dessner  | Swift Dessner  | 3:03     |  |
| 20.                                                    | «Chloe or Sam or Sophia or Marcus» | Swift Dessner  | Swift Dessner  | 3:33     |  |
| 21.                                                    | «How Did It End?»                  | Swift Dessner  | Swift Dessner  | 3:58     |  |
| 22.                                                    | «So High School»                   | Swift Dessner  | Swift Dessner  | 3:48     |  |
| 23.                                                    | «I Hate It Here»                   | Swift Dessner  | Swift Dessner  | 4:03     |  |
| 24.                                                    | «thanK you alMee»                  | Swift Dessner  | Swift Dessner  | 4:24     |  |
| 25.                                                    | «I Look in People's Windows»       | Swift Antonoff | Swift Antonoff | 2:11     |  |
| 26.                                                    | «The Prophecy»                     | Swift Dessner  | Swift Dessner  | 4:09     |  |
| 27.                                                    | «Cassandra»                        | Swift Dessner  | Swift Dessner  | 4:00     |  |
| 28.                                                    | «Peter»                            | Swift          | Swift Dessner  | 4:43     |  |
| 29.                                                    | «The Bolter»                       | Swift Dessner  | Swift Dessner  | 3:58     |  |
| 30.                                                    | «Robin»                            | Swift Dessner  | Swift Dessner  | 4:00     |  |
| 31.                                                    | «The Manuscript»                   | Swift          | Swift Dessner  | 3:44     |  |

| The Tortured Poets Departament – But Daddy I Love Him Edition |                                           |               |                  |          |  |
| N.º                                                           | Título                                    | Escritor(es)  | Productor        | Duración |  |
| 17.                                                           | «But Daddy I Love Him» (Acoustic Version) | Swift Dessner | Antonoff Dessner |          |  |

| The Tortured Poets Departament – Who’s Afraid Of Little Old Me Digital Edition |                                                          |              |                |          |  |
| N.º                                                                            | Título                                                   | Escritor(es) | Productor      | Duración |  |
| 17.                                                                            | «Who’s Afraid Of Little Old Me» (First Draft Phone Memo) | Swift        | Swift Antonoff |          |  |

| The Tortured Poets Departament – Cassandra Digital Edition |                                      |              |               |          |  |
| N.º                                                        | Título                               | Escritor(es) | Productor     | Duración |  |
| 17.                                                        | «Cassandra» (First Draft Phone Memo) | Swift        | Swift Dessner |          |  |

| The Tortured Poets Departament – The Black Dog Digital Edition |                                          |              |                |          |  |
| N.º                                                            | Título                                   | Escritor(es) | Productor      | Duración |  |
| 17.                                                            | «The Black Dog» (First Draft Phone Memo) | Swift        | Swift Antonoff |          |  |

| The Tortured Poets Departament – My Boy Only Breaks His Favorite Toys Digital Edition |                                                          |              |                |          |  |
| N.º                                                                                   | Título                                                   | Escritor(es) | Productor      | Duración |  |
| 17.                                                                                   | «My Boy Only Breaks His Favorite Toys» (Live from Paris) | Swift        | Swift Antonoff |          |  |

| The Tortured Poets Departament – loml Digital Edition |                          |               |               |          |  |
| N.º                                                   | Título                   | Escritor(es)  | Productor     | Duración |  |
| 17.                                                   | «loml» (Live from Paris) | Swift Dessner | Swift Dessner |          |  |

| The Tortured Poets Departament – The Alchemy X Treacherous Mashup Digital Edition |                                                      |              |           |          |  |
| N.º                                                                               | Título                                               | Escritor(es) | Productor | Duración |  |
| 17.                                                                               | «The Alchemy X Treacherous Mashup» (Live from Paris) | Swift        |           |          |  |

| The Tortured Poets Departament – Down Bad Edition |                               |                |                |          |  |
| N.º                                               | Título                        | Escritor(es)   | Productor      | Duración |  |
| 17.                                               | «Down Bad» (Acoustic Version) | Swift Antonoff | Swift Antonoff |          |  |

| The Tortured Poets Departament – Guilty As Sin? Edition |                                     |                |                |          |  |
| N.º                                                     | Título                              | Escritor(es)   | Productor      | Duración |  |
| 17.                                                     | «Guilty As Sin?» (Acoustic Version) | Swift Antonoff | Swift Antonoff |          |  |

| The Tortured Poets Departament – Fresh Out the Slammer Edition |                                            |                |                |          |  |
| N.º                                                            | Título                                     | Escritor(es)   | Productor      | Duración |  |
| 17.                                                            | «Fresh Out the Slammer» (Acoustic Version) | Swift Antonoff | Swift Antonoff |          |  |

| The Tortured Poets Departament – Fortnight Edition |                                                  |                            |                |          |  |
| N.º                                                | Título                                           | Escritor(es)               | Productor      | Duración |  |
| 17.                                                | «Fortnight» (Con Post Malone) (Acoustic Version) | Swift Antonoff Austin Post | Swift Antonoff |          |  |

| The Tortured Poets Departament – Guilty as Sin? Digital Edition |                                        |                |                |          |  |
| N.º                                                             | Título                                 | Escritor(es)   | Productor      | Duración |  |
| 17.                                                             | «Guilty as Sin?» (Live from Stockholm) | Swift Antonoff | Swift Antonoff |          |  |

| The Tortured Poets Departament – How Did It End? Digital Edition |                                         |               |               |          |  |
| N.º                                                              | Título                                  | Escritor(es)  | Productor     | Duración |  |
| 17.                                                              | «How Did It End?» (Live from Stockholm) | Swift Dessner | Swift Dessner |          |  |

| The Tortured Poets Departament – Peter Digital Edition |                               |               |               |          |  |
| N.º                                                    | Título                        | Escritor(es)  | Productor     | Duración |  |
| 17.                                                    | «Peter» (Live from Stockholm) | Swift Dessner | Swift Dessner |          |  |

| The Tortured Poets Departament – My Boy Only Breaks His Favorite Toys Digital Deluxe Edition |                                                                 |              |                |          |  |
| N.º                                                                                          | Título                                                          | Escritor(es) | Productor      | Duración |  |
| 17.                                                                                          | «My Boy Only Breaks His Favorite Toys» (First Draft Phone Memo) | Swift        | Swift Antonoff |          |  |

| The Tortured Poets Departament – thanK you aIMee Digital Edition |                                             |               |               |          |  |
| N.º                                                              | Título                                      | Escritor(es)  | Productor     | Duración |  |
| 17.                                                              | «thanK you alMee» (Mean - live from London) | Swift Dessner | Swift Dessner |          |  |

| The Tortured Poets Departament – I Hate It Here Digital Edition |                                                  |               |               |          |  |
| N.º                                                             | Título                                           | Escritor(es)  | Productor     | Duración |  |
| 17.                                                             | «I Hate It Here» (The Lakes - live from Cardiff) | Swift Dessner | Swift Dessner |          |  |

| The Tortured Poets Departament – The Albatross Digital Edition |                                                                  |               |               |          |  |
| N.º                                                            | Título                                                           | Escritor(es)  | Productor     | Duración |  |
| 17.                                                            | «The Albatross» (Dancing with Our Hands Tied - live from Dublín) | Swift Dessner | Swift Dessner |          |  |

| The Tortured Poets Departament – The Bolter Digital Deluxe Edition |                                                  |               |               |          |  |
| N.º                                                                | Título                                           | Escritor(es)  | Productor     | Duración |  |
| 17.                                                                | «The Bolter» (Getaway Car - live from Edinburgh) | Swift Dessner | Swift Dessner |          |  |

| The Tortured Poets Departament – The Prophecy Digital Edition |                                                    |               |               |          |  |
| N.º                                                           | Título                                             | Escritor(es)  | Productor     | Duración |  |
| 17.                                                           | «The Prophecy» (Long Story Short - Live from Lyon) | Swift Dessner | Swift Dessner |          |  |

| The Tortured Poets Departament – TS The Eras Tour Setlist Edition |                                   |                                        |                  |          |  |
| N.º                                                               | Título                            | Escritor(es)                           | Productor        | Duración |  |
| 1.                                                                | «But Daddy I Love Him»            | Swift Dessner                          | Antonoff Dessner | 5:40     |  |
| 2.                                                                | «So High School»                  | Swift Dessner                          | Swift Dessner    | 3:48     |  |
| 3.                                                                | «Who’s Afraid Of Little Old Me?»  | Swift                                  | Antonoff         | 5:34     |  |
| 4.                                                                | «Down Bad»                        | Swift Antonoff                         | Antonoff         | 4:21     |  |
| 5.                                                                | «Fortnight» (con Post Malone)     | Taylor Swift Jack Antonoff Austin Post | Antonoff         | 3:48     |  |
| 6.                                                                | «The Smallest Man Who Ever Lived» | Swift Dessner                          | Dessner          | 4:05     |  |
| 7.                                                                | «I Can Do It With A Broken Heart» | Swift Antonoff                         | Antonoff         | 3:38     |  |

## Posicionamiento en listas
| Listas (2024)                                                   | Mejor posición |
| --------------------------------------------------------------- | -------------- |
| Alemania (Offizielle Top 100)                                   | 1              |
| Argentina (CAPIF)                                               | 1              |
| Australia (ARIA)                                                | 1              |
| Austria (Ö3 Austria)                                            | 1              |
| Bélgica (Ultratop Flandes)                                      | 1              |
| Bélgica (Ultratop Valonia)                                      | 1              |
| Estados Unidos (Billboard 200)                                  | 1              |
| Finlandia (Suomen virallinen lista)                             | 2              |
| Francia (SNPE)                                                  | 1              |
| Irlanda (OCC)                                                   | 1              |
| Islandia (Plötutíðind)                                          | 1              |
| Italia (FIMI)                                                   | 1              |
| Japón (Oricon)                                                  | 4              |
| Japón Hot (Billboard Japan)                                     | 5              |
| Lituania (AGATA) The Tortured Poets Department: The Anthology   | 3              |
| Lituania (AGATA)                                                | 4              |
| Noruega (VG-lista) The Tortured Poets Department: The Anthology | 1              |
| Noruega (VG-lista)                                              | 2              |
| Nueva Zelanda (Recorded Music NZ)                               | 1              |
| Países Bajos (Album Top 100)                                    | 1              |
| Reino Unido (UK Albums Chart)                                   | 1              |
| Suecia (Sverigetopplistan)                                      | 1              |
| Suiza (Schweizer Hitparade)                                     | 1              |

## Certificaciones
| País           | Organismo certificador | Certificación         | Ventas certificadas | Ref.   |
| -------------- | ---------------------- | --------------------- | ------------------- | ------ |
| Alemania       | BVMI                   | 3x Oro                | 225 000             | [ 66 ] |
| Australia      | ARIA                   | 3x Platino            | 210 000             | [ 67 ] |
| Austria        | IFPI Austria           | Oro                   | 7500                | [ 68 ] |
| Bélgica        | BEA                    | Platino               | 20 000              | [ 69 ] |
| Brasil         | Pro-Música Brasil      | Diamante + 3x Platino | 280 000             | [ 70 ] |
| Canadá         | Music Canada           | 5x Platino            | 400 000             | [ 71 ] |
| Dinamarca      | IFPI Dinamarca         | 2x Platino            | 40 000              | [ 72 ] |
| España         | Promusicae             | Platino               | 40 000              | [ 73 ] |
| Estados Unidos | RIAA                   | 6x Platino            | 6 000 000           | [ 74 ] |
| Francia        | SNEP                   | Platino               | 100 000             | [ 75 ] |
| Italia         | FIMI                   | Platino               | 50 000              | [ 76 ] |
| Nueva Zelanda  | Recorded Music NZ      | 3x Platino            | 45 000              | [ 77 ] |
| Polonia        | ZPAV                   | Platino               | 20 000              | [ 78 ] |
| Reino Unido    | BPI                    | 2x Platino            | 600 000             | [ 79 ] |
| Suiza          | IFPI Suiza             | Oro                   | 10 000              | [ 80 ] |

## Historial de lanzamientos
| Región | Fecha               | Formato(s)                              | Edición          | Sello(s) discográfico(s) | Ref.   |
| ------ | ------------------- | --------------------------------------- | ---------------- | ------------------------ | ------ |
| Varios | 19 de abril de 2024 | Casete CD descarga digital streaming LP | Estándar de lujo | Republic                 | [ 81 ] |